# Daniel Bullinger
Daniel Bullinger (* 5. März 1985 in Schwäbisch Hall) ist ein deutscher Politiker (FDP). Seit 2021 ist er Oberbürgermeister von Schwäbisch Hall. Zuvor war er von 2012 bis 2021 Bürgermeister von Oberrot.

## Leben
Bullinger wuchs in Rot am See auf und legte 2004 sein Abitur an der Schloss-Schule in Kirchberg an der Jagst ab. Von 2004 bis 2008 studierte er an der Hochschule für öffentliche Verwaltung Kehl und schloss das Studium als Diplom-Verwaltungswirt (FH) ab. Anschließend arbeitete er von 2008 bis 2012 als Hauptamtsleiter der Gemeinde Mötzingen. Parallel war er als Lehrbeauftragter an der Hochschule für öffentliche Verwaltung Kehl tätig. Im Januar 2012 wurde er mit 88,45 % der Stimmen zum Bürgermeister von Oberrot gewählt. Im Februar 2020 wurde er mit 89,35 % der Stimmen für eine zweite Amtszeit wiedergewählt. Seit 2014 ist er außerdem Mitglied des Kreistages des Landkreises Schwäbisch Hall.
Am 4. Juli 2021 erzielte er im ersten Wahlgang der Oberbürgermeisterwahl in Schwäbisch Hall 42,43 % der Stimmen. Bei der Neuwahl am 18. Juli 2021 konnte er schließlich mit 72,45 % der Stimmen die Wahl für sich entscheiden. Er folgte Hermann-Josef Pelgrim nach und trat sein Amt am 1. Oktober 2021 an.

## Privates
Bullinger ist verheiratet und hat einen Sohn. Sein Vater Friedrich Bullinger (* 1953) war von 2006 bis 2018 Mitglied des Landtages von Baden-Württemberg.